# بیکس بایدربک
لئون بیسمارک "بیکس" بایدربک (به انگلیسی: Leon Bismark Beiderbecke) نوازنده کورنت (شیپور کلیددار بم) و پیانو و از پیشگامان جاز بود.
بیکس بایدربک یکی از بزرگان جاز در دهه ۱۹۲۰ میلادی است. مرگ زودهنگام او در اثر نوشیدن مشروب تقلبی در زمان ممنوعیت مشروبات در آمریکا و نوای خوش کورنتش او را به چهره افسانه‌ای جاز در آن دهه تبدیل کرد. او هرگز نت خوانی یاد نگرفت ولی از زمان کودکی گوش موسیقی غریبی داشت. پدر و مادرش با ساززدن او مخالف بودند و او را به مدرسه نظامی در حومه شیکاگو، ایلینوی فرستادند. ولی بعد از اینکه بارها از کلاس درس فراری شد اخراجش کردند و بالاخره نوازنده شد.
او با چند ارکستر جاز برنامه اجرا کرد. افراط در مشروبخواری به حرفه او لطمه زد. آخرین ارکستری که او در آن می‌نواخت «بیکس بایدربک و ارکسترش» نام داشت که در آن دوست او هوگی کارمایکل، یکی از بهترین ترانه سازان و پیانیست‌های دهه ۲۰ و ۳۰، با او همکاری می‌کرد.
بیکس در 	۶ اوت ۱۹۳۱ در ۲۸ سالگی در نیویورک در آپارتمان خود درگذشت.